# Йоганн Купфербургер
Йоганн Купфербургер (англ. Johann Kupferburger; 10 лютого 1933 — 0 грудня 1988) — колишній південноафриканський тенісист.
Здобув 3 одиночні титули.
Найвищим досягненням на турнірах Великого шолома було 4 коло в змішаному парному розряді.
Завершив кар'єру 1958 року.

## Титули на юніорських турнірах Великого шлему

### Одиночний розряд: 1
| Результат | Рік  | Турнір               | Покриття | Суперник       | Рахунок  |
| --------- | ---- | -------------------- | -------- | -------------- | -------- |
| Перемога  | 1951 | Вімблдонський турнір | Трава    | Камель Мубарек | 6–2, 6–1 |